# Tomba dei Nasoni
La tomba dei Nasoni è un ipogeo di epoca romana ubicato lungo la Via Flaminia a Roma, a Grottarossa: viene così chiamata in quanto apparteneva alla famiglia dei Nasoni.

## Storia
La tomba dei Nasoni venne edificata negli ultimi decenni del II secolo, durante l'età imperiale, lungo la Via Flaminia, poco distante dalla tomba di Fadilla. Venne ritrovata nel 1674 durante i lavori di ampliamento della strada in vista del Giubileo universale della Chiesa cattolica del 1675, mentre alcuni operai cavavano delle pietre: completamente intatta, al suo interno vennero rinvenuti sia due sarcofagi contenenti resti umani che un ciclo pittorico. Un'iscrizione riportava il nome del proprietario, ossia Quinto Nasonio Ambrosio, appartenente alla famiglia dei Nasoni. La risonanza del ritrovamento fu tale, dovuta anche al fatto che in un primo momento di pensasse essere la tomba di Publio Ovidio Nasone, che il cardinale Camillo Massimo diede incarico a Pietro Santi Bartoli di eseguire delle riproduzioni delle pitture: il volume, dal titolo Le pitture antiche del sepolcro dei Nasonii, nella via Flaminia, fu pubblicato nel 1680, e conteneva trentacinque tavole.
Successivamente subì spoliazioni e danni: a un nipote di papa Clemente X fu concesso di prelevare tre frammenti di affreschi per abbellire la sua villa sull'Esquilino, nel 1883 sei affreschi vennero acquistati dal British Museum, staccati probabilmente nel 1825 e ritrovati in un mercato di antiquariato nel 1865 da George Richmond, mentre tra la fine del XIX e l'inizio del XX secolo, quando la zona divenne cava di tufo, crollò la facciata e iniziarono le infiltrazioni d'acqua. La tomba è stata sottoposta a lavori di restauro durati circa quindici anni per un costo di circa quarantamila euro: è stata riaperta il 22 settembre 2018 in occasione delle giornate europee del patrimonio.

## Descrizione
La tomba dei Nasoni è realizzata all'interno di un blocco tufaceo: la facciata, andata perduta, doveva essere a forma di tempio, in mattoni con pilastri in ordine corinzio da cui pendevano ghirlande e spigoli in travertino; sopra l'architrave era posta una finestra per illuminare l'interno, mentre sulla sommità della porta d'ingresso lo spazio per la tabula inscriptionis del proprietario. L'interno è a forma rettangolare, con volta a botte: sono presenti un totale di sette nicchie disposte una sul fondo e tre su due lati che contengono i cassoni per le sepolture. La pavimentazione, anch'essa andata perduta, era a mosaico con tessere bianche e nere disposte a rombi con all'interno la raffigurazione di un fiore.
Le decorazioni dell'ambiente sono ad affresco e a stucco; lungo le pareti, dinanzi agli affreschi originali, sono posti dei pannelli illustrativi che riportano le tavole disegnate dal Bartoli. Tra i principali affreschi: Atena e Eracle, coppie di mostri marini, Vittorie alate, Geni con frutta, sulla parete di fondo Edipo e la Sfinge e Pegaso con le ninfe, mentre nella volta resta il Giudizio di Paride e figure di Stagioni che appartengono a una più grande raffigurazione sulla conclusione della guerra di Troia. Alcune opere pittoriche presenti nella tomba sono state riprodotte nelle decorazioni del palazzo del Drago alle Quattro Fontane a Roma oppure nel casino di Castelgandolfo.